# پیتر شلمبوم

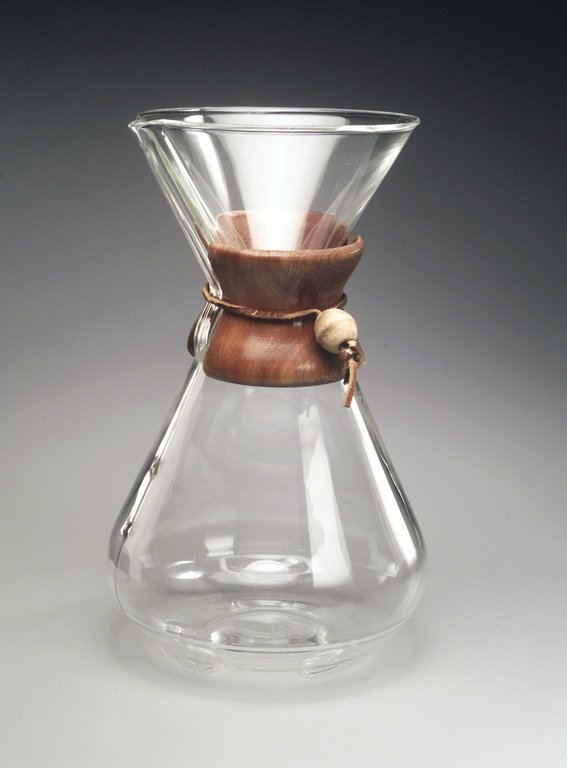
قهوه‌ساز طراحی شده در سال ۱۹۴۱ در موزه بروکلین

پیتر شلمبوم (آلمانی: Peter Schlumbohm) ‏(۱۰ ژوئیه ۱۸۹۶ – ۱۹۶۲) یک مخترع آلمانی است که بیشتر به خاطر اختراع قهوه‌ساز کمکس شناخته می‌شود. وی از جمله معدود مخترعان دنیای مدرن است که اختراعش در فرهنگ عامه به صورت گسترده جای دارد و یک نمونه از آن در موزه‌ها (موزه هنر مدرن، موزه بروکلین) نگهداری می‌شود.